# Chavannes-de-Bogis
Chavannes-de-Bogis is een gemeente en plaats in het Zwitserse kanton Vaud, en maakt deel uit van het district Nyon.
Chavannes-de-Bogis telt 914 inwoners.